# Зубовка (Новосибірська область)
Зубовка (рос. Зубовка) — село у Татарському районі Новосибірської області Російської Федерації.
Входить до складу муніципального утворення Зубовська сільрада. Населення становить 429 осіб (2017).

## Історія
Згідно із законом від 2 червня 2004 року органом місцевого самоврядування є Зубовська сільрада.

## Населення
| 2002 | 2007 | 2010 | 2012 | 2013 | 2014 | 2015 |
| ---- | ---- | ---- | ---- | ---- | ---- | ---- |
| 671  | ↘630 | ↘505 | ↘485 | ↘468 | ↘451 | ↘442 |
| 2016 | 2017 |      |      |      |      |      |
| ↘432 | ↘429 |      |      |      |      |      |